# Pareuchaetes aurantior
Pareuchaetes aurantior är en fjärilsart som beskrevs av Rothschild 1922. Pareuchaetes aurantior ingår i släktet Pareuchaetes och familjen björnspinnare. Inga underarter finns listade i Catalogue of Life.